# World of Glass
World of Glass es el tercer álbum de estudio de la banda noruega Tristania. Fue lanzado el 25 de septiembre de 2001 por Napalm Records. 
En este álbum, las voces guturales estuvieron a cargo de Ronny Thorsen, miembro de Trail of Tears, después de que Morten Veland dejara la agrupación. 
Jan Kenneth Barkved (1974-2009†) de la banda Elusive, participó en los vocales en "Selling Out" y "Crushed Dreams".
El álbum presenta como bonus track el tema "The Modern End", un cover a la agrupación de rock alternativo Seigmen, proveniente de su álbum Radiowaves de 1997.

## Concepto musical
Luego de la salida definitiva de Morten Veland en el año 2001, Østen Bergøy pasó de ser un músico invitado de cada disco a considerarse como un miembro permanente de la banda. Bergøy ya había participado en la grabación de todos sus álbumes en una papel más secundario, con lo que se convirtió en su principal compositor.
Por lo tanto, en World of Glass no es casual que se note de inmediato las obvias diferencias estilísticas con respecto a las trabajos anteriores: canciones largas y menos densas, con una métrica y estructura algo similar pero más contemporánea; en las letras, se enfrenta a otro tipo de cuestiones o temas más polémicos, los cuales a veces afectan a la religión (un ejemplo es la canción "Wormwood"). De igual forma, hay una mayor utilización de sonidos electrónicos (como en "Lost"), y especialmente, presenta sus últimos vestigios de sonido orientado al doom metal.
En consecuencia, World of Glass fue recibido con comentarios divididos y despertó un menor interés por parte del público y la crítica (sobre todo dentro del submundo gótico), y aunque tiene menos momentos brillantes que otros trabajos de Tristania, su propuesta es atractiva para públicos más amplios.

## Lista de canciones
| N.º | Título                 | Letras                   | Música             | Duración |  |
| 1.  | «The Shining Path»     | Østen Bergøy, Einar Moen | Anders Hidle, Moen | 6:46     |  |
| 2.  | «Wormwood»             | Bergøy                   | Hidle, Moen        | 5:56     |  |
| 3.  | «Tender Trip on Earth» | Bergøy                   | Hidle, Moen        | 5:18     |  |
| 4.  | «Lost»                 | Pete Johansen            | Hidle, Moen        | 6:03     |  |
| 5.  | «Deadlocked»           | Moen                     | Hidle, Moen        | 5:57     |  |
| 6.  | «Selling Out»          | Bergøy                   | Hidle, Moen        | 6:16     |  |
| 7.  | «Hatred Grows»         | Bergøy                   | Hidle, Moen        | 6:20     |  |
| 8.  | «World of Glass»       | Bergøy                   | Hidle, Moen        | 5:25     |  |
| 9.  | «Crushed Dreams»       | Moen                     | Hidle, Moen        | 7:39     |  |

| Digipak |                                     |           |             |          |  |
| N.º     | Título                              | Letras    | Música      | Duración |  |
| 10.     | «The Modern End» (Cover de Seigmen) | Kim Ljung | Hidle, Moen | 4:45     |  |

## Créditos
- Vibeke Stene - Vocales femeninos, coro
- Anders H. Hidle - Guitarras, voz gutural en las canciones #1 & #3
- Rune Østerhus - Bajo
- Einar Moen - Sintetizadores y programación
- Kenneth Olsson - Batería

Miembros de sesión:
- Østen Bergøy - Voz limpia en pistas #1, #2, #3, #7 & #8
- Ronny Thorsen - Voz gutural
- Pete Johansen - Violín
- Jan Kenneth Barkved - Voz limpia en "Selling Out" & "Crushed Dreams"
- Sandrine Lachapelle, Emilie Lesbros, Johanna Giraud, Damien Surian, Hubert Piazzola - Coro